# Euselasia regipennis
Euselasia regipennis är en fjärilsart som beskrevs av Butler och Druce 1872. Euselasia regipennis ingår i släktet Euselasia och familjen Riodinidae. Inga underarter finns listade i Catalogue of Life.

## Bildgalleri

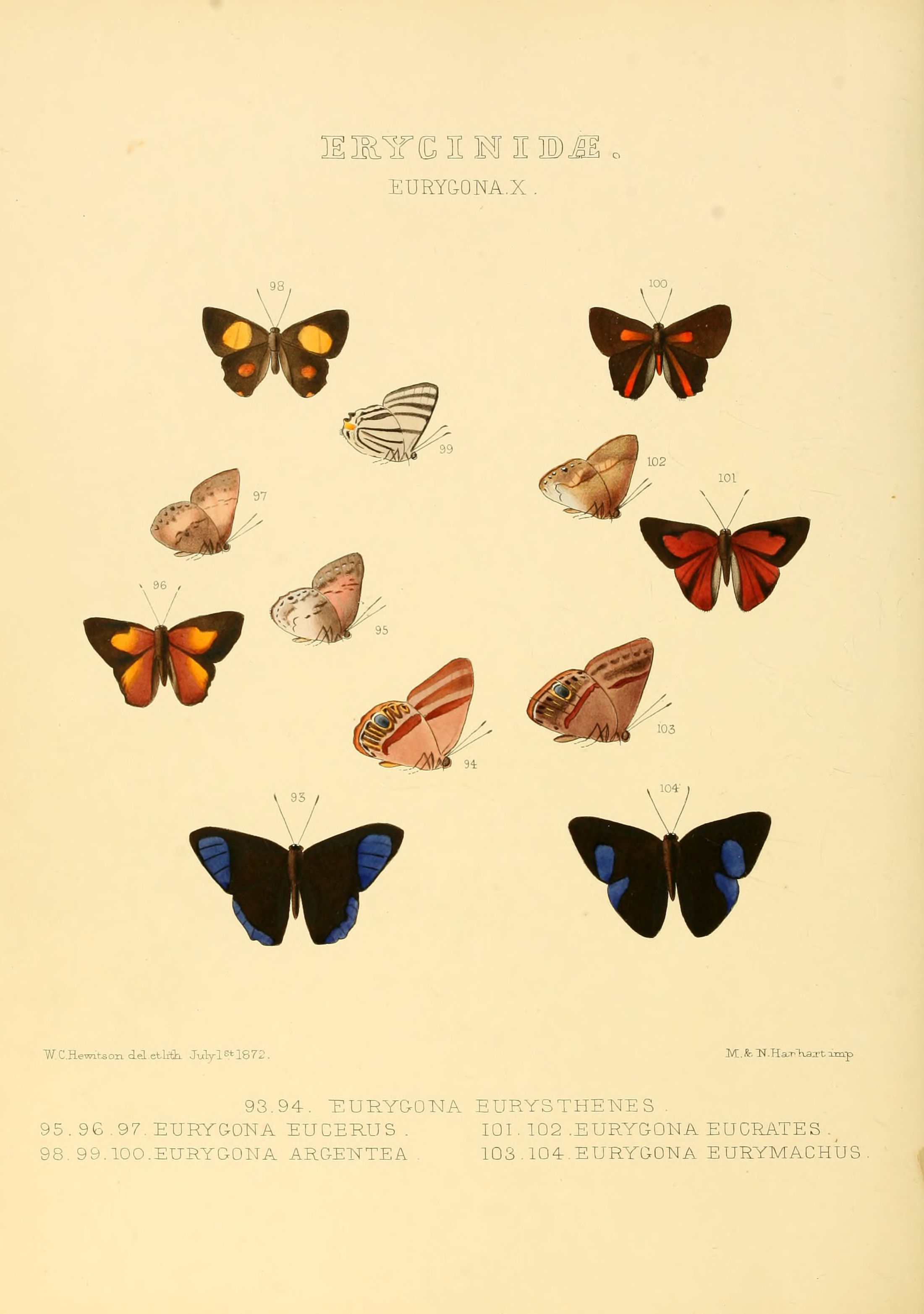